# 绍克奇
绍克奇，是匈牙利托尔瑙州所辖的一个村，总面积55.79平方公里，总人口923，人口密度16.5人/平方公里（2010年1月1日）。